# Josef Fiala (kněz)
Josef Fiala (29. března 1925, Valchov–31. prosince 2020, Břežany) byl český římskokatolický kněz, dlouholetý farář v Běhařovicích a papežský kaplan.
Narodil se jako nejmladší z pěti sourozenců. Vystudoval gymnázium v Boskovicích a po maturitě v roce 1944 nejprve rok vypomáhal svým rodičům v hospodářství a roku 1945 vstoupil do brněnského kněžského semináře. Kněžské svěcení přijal tajně 16. dubna 1950 v kapli sv. Kříže a Panny Marie v Brně na Petrově. Po dokončení teologického studia musel nastoupit základní vojenskou službu u Pomocných technických praporů, po absolvování základního výcviku však byl ze zdravotních důvodů propuštěn. Poté působil jako kaplan nejprve půl roku v Tišnově, následně v Moravské Nové Vsi a od října 1956 v Běhařovicích, kde se v říjnu 1961 stal farářem. Během svého běhařovického působení se mimo jiné zasloužil o postavení kostela Panny Marie Matky jednoty křesťanů v Tavíkovicích, vybudovaného v letech 1996 až 2002. Dne 5. prosince 2006 jej papež Benedikt XVI. jmenoval kaplanem Jeho Svatosti. V srpnu 2007 odešel Josef Fiala na odpočinek a současně byl pověřen duchovní péčí o řeholnice Kongregace sester sv. Hedviky v jejich klášteře v Břežanech u Znojma. V Břežanech také 31. prosince 2020 zemřel. Pohřben byl 10. ledna 2021 do kněžského hrobu na hřbitově v Běhařovicích.